# Liceus de Portugal
Os Liceus de Portugal eram as escolas públicas portuguesas em que era ministrado o ensino liceal. Este dava acesso ao ensino superior (Universidades). Distinguia-se do ensino técnico, cujo objectivo era o ingresso dos alunos no mercado de trabalho. Após 1974 passaram à designação oficial de Escola Secundária seguida do nome do respectivo patrono. Maioritariamente centenárias, estas escolas mantêm até hoje a designação comum de Liceu, bem como muitas das suas antigas tradições académicas. 

## História do Ensino Liceal
O ensino liceal foi criado a 5 de Dezembro de 1836 por Passos Manuel. Todas as cidades capitais de Distrito e algumas outras cidades mais importantes deveriam ter um Liceu.
Tal como as Universidades, os Liceus eram dirigidos por um Reitor, nome que provinha dos Reitores dos Seminários. O Reitor era nomeado pelo Governo. Após 1974 o Reitor deu lugar ao Presidente do Conselho Directivo, depois designado por Presidente do Conselho Executivo e, actualmente, Director, todos eleitos pela própria escola.
A praxe académica era comum nos Liceus, tendo algumas semelhanças com a usada nas Universidades. Tal como os alunos universitários e igualmente os seminaristas, também os alunos dos Liceus podiam trajar capa e batina. Esta tradição está contudo hoje em desuso. Entre diversas praxes tradicionais, há uma característica dos Liceus, designada de praxe da coroa, exclusivamente feita por rapazes mais velhos a caloiros rapazes, e que é ainda hoje comum nos Liceus, sendo igualmente adoptada por outras escolas das mesmas cidades (somente a partir do 2º ciclo do ensino básico, por tradição antiquíssima não há praxes no 1º ciclo ou antiga escola primária) ou localidades próximas. A praxe da coroa consiste em cortar com uma tesoura um círculo de cabelo no alto da cabeça do caloiro; esta prática remonta à antiga tonsura eclesiástica aplicada aos seminaristas, aos clérigos aquando das ordens menores e aos frades e monges.

## Liceus
Os 23 Liceus Nacionais são os seguintes:
- Liceu José Estêvão (Aveiro)
- Liceu Diogo Gouveia (Beja)
- Liceu Sá de Miranda (Braga)
- Liceu Emídio Garcia (Bragança)
- Liceu Nun’Alvares (Castelo Branco)
- Liceu Fernão Magalhães (Chaves)
- Liceu Infanta D. Maria (Coimbra)
- Liceu Heitor Pinto (Covilhã)
- Liceu André Gouveia (Évora)
- Liceu João de Deus (Faro)
- Liceu Bissaia Barreto (Figueira da Foz)
- Liceu Afonso de Albuquerque (Guarda)
- Liceu Martins Sarmento (Guimarães)
- Liceu Latino Coelho (Lamego)
- Liceu Rodrigues Lobo (Leiria)
- Liceu Camões (Lisboa)
- Liceu D. Filipa de Lencastre (Lisboa)
- Liceu D. João de Castro (Lisboa)
- Liceu Gil Vicente (Lisboa)
- Liceu Maria Amália Vaz de Carvalho (Lisboa)
- Liceu Passos Manuel (Lisboa)
- Liceu Pedro Nunes (Lisboa)
- Liceu Mouzinho da Silveira (Portalegre)
- Liceu Infante de Sagres (Portimão)
- Liceu Alexandre Herculano (Porto)
- Liceu Carolina Michaëlis (Porto)
- Liceu Rainha Santa Isabel (Porto)
- Liceu Rodrigues de Freitas (Porto)
- Liceu Eça de Queiroz (Póvoa de Varzim)
- Liceu Sá da Bandeira (Santarém)
- Liceu Bocage (Setúbal)
- Liceu Gonçalo Velho (Viana do Castelo)
- Liceu Camilo Castelo Branco (Vila Real)
- Liceu Alves Martins (Viseu)